# Lex mercatoria
Lex mercatoria (Köpmännens lag) är ett uttryck på latin för det regelsystem som köpmän runtom i Europa använde sig av under medeltiden. Systemet utvecklades genom sedvanor och upprätthölls av köpmännens egna domstolar längs de större handelsrutterna. Lagen fungerade som den internationella lagen för handel och betonade kontraktsfrihet, överföringsbara egendomar medan den undvek juridiska teknikaliteter och dömande av fall ex aequo et bono.
En säregen egenskap var tilliten av köpmännen till sina egna system som administrerades av dem själva. Stater och lokala myndigheter lade sig sällan i, och gav delvis upp kontrollen över handeln i sitt territorium till köpmännen. Detta ledde till att handeln blomstrade under lex mercatoria, vilket gav upphov till ökade skatteintäkter.